# Giancarlo Cornaggia-Medici
Giancarlo Cornaggia-Medici Peterbelli (Milánó, 1904. december 16. – Milánó, 1970. november 23.) olimpiai és világbajnok olasz párbajtőrvívó.